# AeroPacífico
AeroPacífico  es una aerolínea regional mexicana fundada en el año 2000. Tiene como centro de operaciones el Aeropuerto Internacional de Los Mochis. 
 Ofrece destinos en Baja California Sur, Sonora, Sinaloa y Chihuahua, además cuenta con una flota de 3 aviones bimotor, Jetstream 31 y Let L-410 dando la seguridad que se merece el pasajero a un bajo costo compitiendo con las demás aerolíneas regionales. También cuenta con servicio de vuelos fletados (del inglés: charter flights).

## Destinos
| Baja California Sur - SJD Los Cabos | Sinaloa - CUL Culiacán - LMM Los Mochis |
| Chihuahua - CUU Chihuahua           | Sonora - HMO Hermosillo                 |

## Flota
- Let 410 UVP-E

- Jetstream 31